# Chaney Kley
Chaney Kley (* 20. August 1972 in Manassas, Virginia, USA als Chaney Kley Minnis; † 23. Juli 2007 in Venice, Kalifornien) war ein US-amerikanischer Schauspieler.
Bereits 1998 konnte Kley durch seine Hauptrolle in dem Theaterstück The Angels of Lemnos den Joseph Jefferson Award gewinnen.
Seinen ersten Auftritt im Fernsehen hatte Kley in der Serie Buffy – Im Bann der Dämonen. Im Jahr 2003 spielte Kley seine ersten Hauptrollen in den Kinofilmen Der Fluch von Darkness Falls sowie The Skin Horse, einem Independent-Streifen.
Chaney Kley starb am 23. Juli 2007. Als Grund werden Komplikationen mit einer Schlafapnoe angegeben.

## Filmografie (Auswahl)
- 2000: Buffy – Im Bann der Dämonen (Buffy, Fernsehserie Folge 5x02)
- 2001: Natürlich blond (Legally Blonde)
- 2003: Der Fluch von Darkness Falls (Darkness Falls)
- 2003: The Skin Horse
- 2003: Navy CIS (Navy NCIS, Fernsehserie Folge 1x02)
- 2005: Gotham Cafe
- 2005: Cold Case – Kein Opfer ist je vergessen (Cold Case, Fernsehserie Folge 2x19)
- 2006: Jimmy & Judy
- 2006: Las Vegas (Fernsehserie Folge 3x17)
- 2006: CSI: Vegas (CSI: Crime Scene Investigation, Fernsehserie Folge 6x11)
- 2007: One Way to Valhalla
- 2007: Mr. Blue Sky
- 2005–2008: The Shield – Gesetz der Gewalt (The Shield, Fernsehserie)